# Internetvært
En internetvært er en servermaskine der er tilsluttet internettet.
Eksempel på brug: En af kommunens computere bør etableres som en internetvært, hvorpå alle kommunens borgere kan oprettes med en elektronisk postadresse. [Teknologirådet]